# NGC 7700
NGC 7700 est une galaxie lenticulaire vue par la tranche et située dans la constellation des Poissons. Sa vitesse par rapport au fond diffus cosmologique est de 4 920 ± 26 km/s, ce qui correspond à une distance de Hubble de 72,6 ± 5,1 Mpc (∼237 millions d'al). NGC 7700 a été découverte par l'astronome allemand Albert Marth en 1864.
NGC 7700 constitue probablement avec NGC 7701 une paire de galaxies gravitationnellement liée.